# Gaia (film, 2009)
Pour les articles homonymes, voir Gaïa (homonymie).
Pour plus de détails, voir Fiche technique et Distribution.
Gaia est un film américain écrit et réalisé par Jason Lehel, sorti en 2009.

## Fiche technique
- Titre : Gaia
- Réalisation : Jason Lehel
- Scénario : Jason Lehel
- Photographie : Jason Lehel
- Montage : Jeff Harkavy
- Musique : The Angel
- Production : Jason Lehel, John Buckley Gordon
- Sociétés de production : First Breath Films
- Sociétés de distribution :
- Pays d'origine :  États-Unis
- Langue originale : anglais
- Lieu de tournage : Phoenix, Arizona, États-Unis
- Format : couleur
- Genre : Drame
- Durée : 100 minutes (1 h 40)
- Dates de sortie :
  -  Canada : 14 septembre 2009
  -  États-Unis : 1er novembre 2009

## Distribution
- Emily Lape : Gaia
- Michael C. Pierce : le père de Gaia
- Lisa Vachon : la mère de Gaia
- Cynthia Adkisson : Gaia jeune
- Kathleen M. Anzaldua : la danseuse
- Deswood Etsitty : Fuego
- Ed Mendoza : Ed
- Jerica Mendoza : Jerica